# غار هلته
غار هلته مربوط به مفرغ است و در شهرستان دالاهو، بخش مرکزی، دهستان حومه، ۱/۳ کیلومتری شمال غربی روستای هلته واقع شده و این اثر در تاریخ ۲۷ اسفند ۱۳۸۶ با شمارهٔ ثبت ۲۲۴۵۲ به‌عنوان یکی از آثار ملی ایران به ثبت رسیده است.